# I Call It Love
I Call It Love è un singolo del cantautore statunitense Lionel Richie, pubblicato nel 2006 ed estratto dall'album Coming Home.

## Tracce
- CD Maxi Singolo

1. I Call It Love (Main Version) – 3:18 (Mikkel S. Eriksen, Tor Erik Hermansen, Taj Jackson)
2. I Call It Love (Ernie Lake Sunset Beach Remix) – 4:08 (Eriksen, Hermansen, Jackson)
3. I Call It Love (Moto Blanco Radio Edit) – 3:33 (Eriksen, Hermansen, Jackson)
4. I Call It Love – 3:20 (Music video)